# Dossier September
 (septembre 2022).
La mise en forme du texte ne suit pas les recommandations de Wikipédia : il faut le « wikifier ».
Les points d'amélioration suivants sont les cas les plus fréquents. Le détail des points à revoir est peut-être précisé sur la page de discussion.
- Les titres sont pré-formatés par le logiciel. Ils ne sont ni en capitales, ni en gras.
- Le texte ne doit pas être écrit en capitales (les noms de famille non plus), ni en gras, ni en italique, ni en « petit »…
- Le gras n'est utilisé que pour surligner le titre de l'article dans l'introduction, une seule fois.
- L'italique est rarement utilisé : mots en langue étrangère, titres d'œuvres, noms de bateaux, etc.
- Les citations ne sont pas en italique mais en corps de texte normal. Elles sont entourées par des guillemets français : « et ».
- Les listes à puces sont à éviter, des paragraphes rédigés étant largement préférés. Les tableaux sont à réserver à la présentation de données structurées (résultats, etc.).
- Les appels de note de bas de page (petits chiffres en exposant, introduits par l'outil «  Source ») sont à placer entre la fin de phrase et le point final[comme ça].
- Les liens internes (vers d'autres articles de Wikipédia) sont à choisir avec parcimonie. Créez des liens vers des articles approfondissant le sujet. Les termes génériques sans rapport avec le sujet sont à éviter, ainsi que les répétitions de liens vers un même terme.
- Les liens externes sont à placer uniquement dans une section « Liens externes », à la fin de l'article. Ces liens sont à choisir avec parcimonie suivant les règles définies. Si un lien sert de source à l'article, son insertion dans le texte est à faire par les notes de bas de page.
- La présentation des références doit suivre les conventions bibliographiques. Il est recommandé d'utiliser les modèles {{Ouvrage}}, {{Chapitre}}, {{Article}}, {{Lien web}} et/ou {{Bibliographie}}. Le mode d'édition visuel peut mettre en forme automatiquement les références.
- Insérer une infobox (cadre d'informations à droite) n'est pas obligatoire pour parachever la mise en page.

Pour une aide détaillée, merci de consulter Aide:Wikification.
Si vous pensez que ces points ont été résolus, vous pouvez retirer ce bandeau et améliorer la mise en forme d'un autre article.
Iraq's Weapons of Mass Destruction: The Assessment of the British Government, également connu sous le nom de September Dossier ou Dossier September, est un document publié par le gouvernement britannique le 24 septembre 2002.

## Les débuts du dossier
Le jour même le parlement britannique fut convoqué en session extraordinaire pour discuter du contenu du document. Le document s'inscrit dans le cadre d'une enquête, alors en cours, menée par le gouvernement sur les armes de destruction massive (ADM) en Irak, qui a finalement conduit à l'invasion de l'Irak six mois plus tard. Il contenait un certain nombre d'allégations selon lesquelles l'Irak possédait des armes de destruction massive, notamment des armes chimiques et des armes biologiques. Le dossier affirmait également que l'Irak avait reconstitué son programme d'armement nucléaire. Toutes les allégations présentes dans le Dossier September se sont, depuis, avérées fausses, comme l'a montré l'Iraq Survey Group.
Le document se fonde sur des rapports établis par le Joint Intelligence Committee, qui fait partie de la "stratégie" du renseignement britannique. La plupart des preuves n'étaient pas créditées, prétendument pour protéger les sources. Lors de sa publication, les commentaires de la presse ont, dans l'ensemble, critiqué le dossier pour son manque de rigueur et pour l'absence apparente de nouvelles informations. Ceux qui se sont politiquement opposés à une action militaire contre l'Irak ont généralement convenu que le dossier était insignifiant.
Cependant, deux passages sont devenues plus tard le centre d'un débat acharné : le passage selon lequel l'Irak avait recherché « des quantités importantes d'uranium en provenance d'Afrique », et celui présent dans l'avant-propos du document rédigé par le Premier ministre britannique Tony Blair selon lequel les capacités militaire de l'Irak en matière d'armes de destruction massive permettrait d'atteindre le pays "moins de 45 minutes" après que l’ordre d'utilisation ait été donné.
Le quotidien populaire le plus vendu de Grande-Bretagne, The Sun et le Daily Star ont repris cette information dans leurs unes, aidant à créer l'impression, pour le public britannique, que l'Irak était une menace pour la Grande-Bretagne.
Le major-général Michael Laurie, qui a participé à la production du dossier, a écrit à la Commission Chilcot en 2011 en disant que « le but du dossier était précisément de justifier la guerre, plutôt que d'exposer les renseignements disponibles, et pour tirer le meilleur parti de renseignements épars et peu concluants, la formulation a été élaborée avec soin ». Le 26 juin 2011, The Observer a fait état d'une note de service de John Scarlett au conseiller aux affaires étrangères de Blair, qui fut rendu public en vertu de la loi sur la liberté de l'information, qui évoquait "l'avantage d'occulter le fait qu'en termes d'ADM, l'Irak n'est pas si exceptionnel". La note a été décrit comme l'un des documents les plus importants du September Dossier car elle est considérée comme une proposition visant à tromper l'opinion publique.

## Les allégations

### L'uranium du Niger
L'allégation selon laquelle l'Irak cherchait à acheter de l'uranium à l'Afrique a été reprise dans le discours sur l'état de l'Union du président américain George W. Bush en janvier 2003. Les paroles controversés du président Bush, le 28 janvier 2003, étaient :

« Le gouvernement britannique a appris que Saddam Hussein a récemment cherché à obtenir des quantités importantes d'uranium en Afrique. »

En mars 2003, l'Agence internationale de l'énergie atomique (AIEA), lorsqu'elle a obtenu les documents évoqués par le secrétaire d'État américain Colin Powell au Conseil de sécurité des Nations unies alléguant des transactions entre le Niger et l'Irak, a conclu qu'il s'agissait de faux évidents.
Par la suite, le directeur de la CIA, George Tenet, a déclaré que ces remarques n'auraient pas dû être incluses dans le discours du président américain. Cela faisait suite à un commentaire de la conseillère à la sécurité nationale des États-Unis, Condoleezza Rice, affirmant que la présence de cette phrase dans le discours montrait qu'elle avait été autorisée par la CIA.
En juillet, Tony Blair a déclaré devant le Comité de liaison de la Chambre des communes que les preuves dont disposait le gouvernement concernant les transactions entre l'Irak et le Niger provenaient d'une source distincte des documents frauduleux. Depuis la présentation de Powell, les critiques ont fait valoir que si les services de renseignement américains et britanniques avaient pleinement coopéré avec les inspecteurs en armement des Nations unies, il aurait été possible de découvrir si allégations étaient véridiques.
Le même mois, le ministre britannique des Affaires étrangères, Jack Straw, a déclaré à la commission restreinte des affaires étrangères (qui enquêtait sur la véracité des affirmations du dossier) que les déclarations présentent dans le dossier reposaient sur des preuves distincte, toujours à l'étude et que ces renseignements spécifiques avaient pas été partagé avec la CIA. Dans une déposition écrite devant cette même commission, Straw a toutefois révélé que les informations de renseignement sur lesquelles le gouvernement britannique s'était appuyé avaient été communiqués séparément avec l'AIEA par un gouvernement étranger peu de temps avant le rapport de l'agence du 7 mars 2003. Cela a été confirmé à la députée Lynne Jones, dans une réponse parlementaire, qui a ensuite contacté l'AIEA pour demander si un tiers avait discuté ou partagé des renseignements distincts avec l'agence et, si tel était le cas, quelle analyse ils en avaient faite. Le porte-parole de l'AIEA, Mark Gwozdecky, a confirmé, le 25 mai 2004, que l'AIEA avait reçu des informations en provenance de différents états concernant les allégations selon lesquelles l'Irak avait cherché à obtenir de l'Uranium au Niger. Cependant il affirma qu'après analyse, cela n'a pas changé les conclusions de l'Agence soumises au Conseil de sécurité le 7 mars 2003. D'après lui les informations reçues ne semblaient reposer que sur les documents que l'AIEA avait identifié comme faux.
La commission restreinte des affaires étrangères a jugé que le gouvernement britannique avait eu tort d'affirmer sans réserve quelque chose qui n'avait pas été établi de manière irréfutable,
La Butler Review, une commission d'enquête nommée par Blair à titre privé, dont le propre rapport a été publié après l'enquête publique susmentionnée, a conclu que le rapport selon lequel le gouvernement de Saddam cherchait de l'uranium en Afrique semblait crédible.
La Butler Review a également présentée une conclusion portant spécifiquement sur les déclarations du président Bush : « Par extension, nous concluons également que la déclaration du président Bush dans son discours sur l'état de l'Union du 28 janvier 2003 selon laquelle : "Le gouvernement britannique a appris que Saddam Hussein a récemment cherché à obtenir des quantités importantes d'uranium en Afrique." était fondée.»

### L'allégation de 45 minutes
L'allégation de 45 minutes fut le sujet d'un conflit entre Downing Street et la BBC. Le 29 mai 2003, le correspondant de la BBC pour la défense, Andrew Gilligan, a déposé un rapport pour l'émission Today de la BBC Radio 4 dans lequel il déclarait qu'une source anonyme - un haut responsable britannique - lui avait dit que le dossier de septembre avait été trafiqué, et que les agences de renseignement étaient préoccupées par certaines informations « douteuses » qu'il contenait - en particulier l'allégation selon laquelle Saddam Hussein pourrait déployer des armes de destruction massive dans les 45 minutes suivant l'ordre de les utiliser.
Le 1er juin, Andrew Gilligan a développé cette affirmation dans le journal The Mail on Sunday, déclarant que le directeur des communications du gouvernement, Alastair Campbell, avait été responsable de l'insertion de l'allégation de 45 minutes, contre la volonté des agences de renseignement. Andrew Gilligan a ensuite témoigné devant la commission restreinte des affaires étrangères, tout comme Campbell, qui a nié avoir ordonné l'inclusion des "45 minutes" et a exigé des excuses de la part de la BBC. Il a par la suite soutenu cette demande par écrit.
La BBC a refusé de s'excuser et a soutenu l'histoire de son journaliste. Campbell a répondu à cette prise de position avec colère, avec une apparition sur Channel 4 News,.
Le 7 juillet, le commission restreinte a publié un rapport qui innocentait Campbell, bien le vote du président ait été prépondérant. Dans le rapport, il a été déclaré que l'allégation de 45 minutes avait été "mise en avant de manière injustifiée".
Le 15 septembre, le chef du MI6, Richard Dearlove, a déclaré à la commission d'enquête Hutton que l'allégation concernait les ADM du champ de bataille plutôt que les armes de destruction massive d'une portée plus large que le simple champ de bataille. Le même jour, Tony Cragg, le chef adjoint du renseignement de la défense, à la retraite, a admis qu'il y avait des notes de service de deux membres du DIS objectant que certaines parties du dossier, y compris l'affirmation de 45 minutes, étaient "beaucoup trop marquées" ou "exagérées". ".
Le 28 janvier 2004, l'enquête Hutton a publié son rapport, qui concluait entre autres que :
- « M. Gilligan a reconnu qu'il avait commis des erreurs » à propos de l'allégation de 45 minutes ; plus précisément, son rapport selon lequel le gouvernement "savait probablement que l'allégation de 45 minutes était erronée ou discutable", et son rapport selon lequel les agents du renseignement n'étaient pas satisfaits de l'insertion de l'allégation dans le dossier, ou ne l'ont insérée que sur l'insistance du gouvernement, étaient erronées.
- Hutton était « convaincu que le Dr Kelly n'ait pas dit à M. Gilligan » certaines des déclarations dramatiques sur l'allégation de 45 minutes, que Gilligan avait rapportées comme étant des paroles directes.
- Qu'une seule personne (le Dr Jones) avait exprimé des réserves au sujet des 45 minutes, mais cela concernait l'intensité de la formulation et non de son inclusion.

Des informations apparues fin 2009 semblaient initialement suggérer que la source cette allégation était en fait un chauffeur de taxi « à la frontière irako-jordanienne, qui s'était souvenu d'une conversation entendue à l'arrière de son taxi deux ans plus tôt. » Que le chauffeur de taxi soit ou non la source de l'allégation à propos des 45 minutes ou plutôt de celle concernant « quelque chose à propos des missiles » reste une question ouverte.
Le député Adam Holloway affirmait également que « Lorsque l'information a été acquise par le MI6, une note inscrite en bas de page d'un rapport du renseignement envoyé au n° 10 indiquait que l'allégation était "indubitablement inexacte". »

## La mort de David Kelly
Le lendemain, 30 mai 2003, le ministère de la Défense a affirmé que l'un de ses responsables (plus tard identifié comme le Dr David Kelly ) s'était manifesté, admettant avoir discuté de la question des armes irakiennes avec Gilligan le 22 mai. La BBC a répondu en disant que Kelly différait de la source clé de Gilligan de "manières importantes". Kelly a ensuite été convoquée devant la commission spéciale des affaires étrangères dont la conclusion était que Kelly était utilisé comme bouc émissaire et qu'il n'avait pas été la taupe clé de Gilligan.
Le 17 juillet, Gilligan a témoigné lors d'une séance privée du comité restreint. Il a ensuite été critiqué pour ne pas avoir nommé sa source et pour avoir changé son histoire. La BBC a continué à le soutenir.
Le même jour, Kelly a quitté son domicile pour une zone boisée et a ensuite été retrouvé mort avec le poignet gauche ouvert, s'étant apparemment suicidé,.
Le 20 juillet, Richard Sambrook, directeur des informations à la BBC, a révélé que Kelly était en effet la source clé du rapport de Gilligan, et que la BBC ne l'avait pas dit auparavant afin de protéger Kelly. La BBC a souligné que les reportages de Gilligan reflétaient fidèlement les commentaires de Kelly, ce qui impliquait que Kelly n'avait pas entièrement dit la vérité au comité restreint. Une enquête sur la cause du décès a été ouverte, mais a été suspendue par Lord Falconer .
La BBC s'est engagée à participer pleinement à la prochaine enquête Hutton sur la mort de Kelly.
Le 28 janvier 2004, l'enquête Hutton a publié son rapport. Concernant le décès de Kelly :
- Hutton était "convaincu que Kelly se soit suicidé"
- Hutton était "convaincu que le Dr Kelly n'avait pas dit à M. Gilligan" des déclarations dramatiques que Gilligan avait rapportées sous forme de citations. Concernant certaines autres déclarations (rapportées par Gilligan comme des citations mais démenties par Kelly), il n'était "pas possible de parvenir à une conclusion définitive" si c'était Gilligan ou Kelly qui avait menti.
- La rencontre de Kelly avec Gilligan était "en violation du code de la fonction publique britannique"
- Kelly n'avait peut-être pas initialement eu l'intention de discuter de questions relevant du renseignement avec Gilligan, mais après le 29 mai, il "a dû se rendre compte de la gravité de la situation".
- L'enquête de la BBC sur le rapport de Gilligan était viciée et "les gouverneurs auraient dû reconnaître d'avantage qu'ils ne l'ont fait que leur devoir de protéger l'indépendance de la BBC n'était pas incompatible avec la prise en compte approprié de la validité des plaintes du gouvernement"
- Le ministère de la Défense (MOD) était responsable de ne pas avoir informé Kelly de leur stratégie qui consisterait à le nommer.

Insatisfaits des résultats de l'enquête Hutton, les experts ont demandé en 2010 la réouverture de l'enquête suspendue.